# Gary Fisher

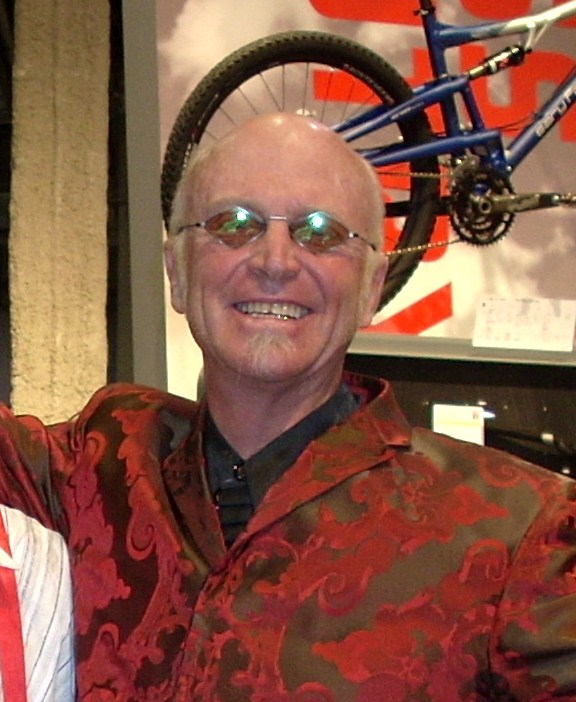
Gary Fisher

Gary Christopher Fisher (Oakland (Californië), 5 november 1950) is een Amerikaanse wielrenner, fietsontwerper en ondernemer. Hij wordt gezien als een van de uitvinders van de moderne mountainbike. De mountainbike was eigenlijk een schoolfiets met brede banden.

## Biografie
Op 12-jarige leeftijd nam Gary Fisher deel aan weg- en baanraces. Organisatoren schorsten in 1968 Fischer omdat het reglement geen lange haardracht toestond. Omdat in 1972 deze regel werd geschrapt, zette Fischer alsnog zijn carrière voort. Fisher won de Masters XC nationale titel en de TransAlp-race in Europa.
In 1975 ging Fischer op zijn Schwinn Excelsior X-fiets uit de jaren 30 aan het werk. De innovaties van zijn hand aan dit model waren remhendels en kabels voor motorfietsen en drievoudige kettingbladen plus trommelremmen die hij vond in de "Juncker" fietsenwinkel. Fischer ging het jaar daarop deelnemen aan de downhill-race van Repack die gepromoot werd door zijn kamergenoot Charlie Kelly. Hij nam tijdens de race een kronkelige weg naar beneden op de Pine Mountain nabij Fairfax, Californië, iets ten noorden van San Francisco. Hierbij moesten de andere rijders rijders veelvuldig hun terugtraprem gebruiken, die ze geregeld moesten invetten omdat anders de naven begonnen te roken. Daar haalde Fischer de recordtijd op de Repack-koers in 4:22 uur.
In twee videodocumentaires (Full Cycle: A World Odyssey , geproduceerd door New & Unique Videos (1994) en Klunkerz, geproduceerd door Billy Savage (2007)) vertelde Fischer over zijn rol als pionier. In twee videoclips zijn de originele documentaires te zien van Fisher op zijn mountainbike.